# Pływanie na Letnich Igrzyskach Olimpijskich 1960 – 4 × 100 m stylem zmiennym mężczyzn
Sztafeta 4 × 100 m stylem zmiennym mężczyzn – jedna z konkurencji pływackich rozgrywanych podczas XVII Igrzysk Olimpijskich w Rzymie. Eliminacje odbyły się 27 sierpnia, a finał 1 września 1960 roku.
Mistrzami olimpijskimi zostali Amerykanie, którzy już w eliminacjach ustanowili rekord świata. W finale sztafeta amerykańska w składzie: Frank McKinney (1:02,0), Paul Hait (1:10,5), Lance Larson (58,0) i Jeffrey Farrell (54,9) poprawiła jeszcze ten wynik o prawie trzy sekundy, notując czas 4:05,4. Srebrny medal zdobyli Australijczycy (4:12,0), nieznacznie wyprzedzając reprezentację Japonii (4:12,2).

## Rekordy
Przed zawodami rekord świata i rekord olimpijski wyglądały następująco:
| Rekord            | Reprezentacja                                                                     | Czas   | Miejsce | Data          |       |
| ----------------- | --------------------------------------------------------------------------------- | ------ | ------- | ------------- | ----- |
| Rekord świata     | Stany Zjednoczone · Frank McKinney · Michael Troy · Peter Sintz · Chet Jastremski | 4:09,2 | Toledo  | 24 lipca 1960 | [ 1 ] |
| Rekord olimpijski | nowa konkurencja                                                                  | -      | -       | -             |       |

W trakcie zawodów ustanowiono następujące rekordy:
| Data        | Etap konkurencji | Reprezentacja                                                                                                   | Czas   | Rekord |
| ----------- | ---------------- | --- | ------ | ------ |
| 27 sierpnia | eliminacje       | Stany Zjednoczone · Bob Bennett (1:02,7) · Paul Hait (1:11,2) · Dave Gillanders (59,8) · Stephen Clark (54,6)   | 4:08,2 | WR     |
| 1 września  | finał            | Stany Zjednoczone · Frank McKinney (1:02,0) · Paul Hait (1:10,5) · Lance Larson (58,0) · Jeffrey Farrell (54,9) | 4:05,4 | WR     |

## Wyniki

### Eliminacje
| Miejsce | Wyścig | Tor | Państwo                       | Zawodnik                                                                                               | Czas   | Uwagi |
| ------- | ------ | --- | ----------------------------- | --- | ------ | ----- |
| 1.      | 3      | 4   | Stany Zjednoczone             | Bob Bennett (1:02,7) Paul Hait (1:11,2) Dave Gillanders (59,8) Stephen Clark (54,6)                    | 4:08,2 | Q,    |
| 2.      | 1      | 5   | Australia                     | Julian Carroll (1:04,6) William Burton (1:13,3) Kevin Berry (1:01,7) Geoff Shipton (55,2)              | 4:14,8 | Q     |
| 3.      | 3      | 3   | Kanada                        | Bob Wheaton (1:04,8) Steve Rabinovitch (1:12,3) Cam Grout (1:02,1) Dick Pound (56,1)                   | 4:15,3 | Q     |
| 4.      | 2      | 4   | Japonia                       | Kazuo Watanabe (1:05,5) Yoshihiko Ōsaki (1:11,8) Kōichi Hirakida (1:01,9) Katsuki Ishihara (56,8)      | 4:16,0 | Q     |
| 5.      | 2      | 6   | Włochy                        | Giuseppe Avellone (1:05,8) Roberto Lazzari (1:12,0) Fritz Dennerlein (1:00,7) Bruno Bianchi (57,5)     | 4:16,0 | Q     |
| 6.      | 3      | 2   | Holandia                      | Jan Jiskoot (1:05,6) Wieger Mensonides (1:12,2) Gerrit Korteweg (1:02,2) Ron Kroon (56,1)              | 4:16,1 | Q     |
| 7.      | 2      | 5   | ZSRR                          | Łeonid Barbijer (1:03,8) Leonid Kolesnikow (1:13,0) Grigorij Kisielow (1:03,0) Igor Łużkowskij (56,4)  | 4:16,2 | Q     |
| 8.      | 2      | 3   | Wielka Brytania               | Graham Sykes (1:03,9) Christopher Walkden (1:13,1) Ian Black (1:02,4) Stanley Clarke (57,4)            | 4:16,8 | Q     |
| 9.      | 1      | 4   | Wspólna Reprezentacja Niemiec | Wolfgang Wagner (1:04,3) Günter Tittes (1:12,2) Hermann Lotter (1:04,0) Uwe Jacobsen (57,2)            | 4:17,7 |       |
| 10.     | 3      | 5   | Węgry                         | József Csikány (1:04,6) György Kunsági (1:13,1) László Kiss (1:03,0) László Lantos (57,0)              | 4:17,7 |       |
| 11.     | 1      | 3   | Francja                       | Robert Christophe (1:03,2) Roland Boullanger (1:15,5) Jean Pommat (1:05,5) Alain Gottvallès (57,6)     | 4:21,7 |       |
| 12.     | 1      | 7   | Meksyk                        | Alejandro Gaxiola (1:05,4) Enrique Rabell (1:18,6) Mauricio Ocampo (1:02,3) Jorge Escalante (56,8)     | 4:23,1 |       |
| 13.     | 3      | 6   | Jugosławia                    | Mihovil Dorčić (1:06,1) Đorđe Perišić (1:14,9) Veljko Rogošić (1:06,3) Janez Kocmur (58,2)             | 4:25,5 |       |
| 14.     | 1      | 6   | Finlandia                     | Stig-Olof Grenner (1:05,2) Pekka Lairola (1:16,2) Ilkka Suvanto (1:06,6) Karri Käyhkö (59,3)           | 4:27,3 |       |
| 15.     | 2      | 3   | Filipiny                      | Lorenzo Cortez (1:08,4) Antonio Saloso (1:18,1) Freddie Elizalde (1:02,9) Bana Sailani (58,6)          | 4:28,0 |       |
| 16.     | 2      | 2   | Brazylia                      | Athos de Oliveira (1:07,2) Farid Zablith Filho (1:15,6) Aldo Perseke (1:08,5) Fernando de Abreu (58,8) | 4:30,1 |       |
| 17.     | 1      | 2   | Izrael                        | Joram Shnider (1:11,3) Gerszon Szefa (1:19,3) Itzhak Luria (1:06,9) Amiram Trauber (1:00,1)            | 4:37,6 |       |
| 18.     | 3      | 7   | Portugalia                    | Raúl Cerqueira (1:07,1) Eduardo de Sousa (1:24,7) Luís Vaz Jorge (1:06,8) Herlander Ribeiro (1:01,3)   | 4:39,9 |       |

### Finał
| Miejsce | Tor | Państwo           | Zawodnik                                                                                              | Czas   | Uwagi |
| ------- | --- | ----------------- | --- | ------ | ----- |
| 1. !    | 4   | Stany Zjednoczone | Frank McKinney (1:02,0) Paul Hait (1:10,5) Lance Larson (58,0) Jeffrey Farrell (54,9)                 | 4:05,4 | WR    |
| 2. !    | 5   | Australia         | David Theile (1:02,4) Terry Gathercole (1:10,9) Neville Hayes (1:03,3) Geoff Shipton (55,4)           | 4:12,0 |       |
| 3. !    | 6   | Japonia           | Kazuo Tomita (1:04,1) Kōichi Hirakida (1:11,5) Yoshihiko Ōsaki (1:00,4) Keigo Shimizu (56,2)          | 4:12,2 |       |
| 4.      | 3   | Kanada            | Bob Wheaton (1:05,4) Steve Rabinovitch (1:12,4) Cam Grout (1:03,0) Dick Pound (56,0)                  | 4:16,8 |       |
| 5.      | 1   | ZSRR              | Łeonid Barbijer (1:04,7) Leonid Kolesnikow (1:12,5) Grigorij Kisielow (1:02,4) Igor Łużkowskij (57,2) | 4:16,8 |       |
| 6.      | 2   | Włochy            | Giuseppe Avellone (1:05,5) Roberto Lazzari (1:12,1) Fritz Dennerlein (1:01,4) Bruno Bianchi (57,6)    | 4:17,2 |       |
| 7.      | 8   | Wielka Brytania   | Graham Sykes (1:03,6) Christopher Walkden (1:12,4) Ian Black (1:03,3) Stanley Clarke (58,3)           | 4:17,6 |       |
| 8.      | 7   | Holandia          | Jan Jiskoot (1:06,3) Wieger Mensonides (1:13,4) Gerrit Korteweg (1:02,6) Ron Kroon (55,9)             | 4:18,2 |       |